# Анг Чей
Анг Чей або Каєв Хуа II (1652–1677) — король Камбоджі від 1673 до 1674 року.

## Життєпис
Був старшим сином короля Барома Рачеа V. Прийшовши до влади стратив усіх людей, причетних до вбивства його батька, а також до вбивства короля Четти III.
За часів свого правління був змушений відбивати напади в'єтнамців, які допомагали дядькові короля, Анг Нону II, в боротьбі за владу. Зрештою останній зумів захопити столицю й проголосити себе регентом. Подальша боротьба тривала три роки, в результаті чого Анг Чея було вбито 1677 року.